# IC/IR-plan
Het IC/IR-plan is een plan dat een grote verandering betekende voor de werking van het reizigersvervoer van de Belgische spoorwegmaatschappij NMBS. Door de opkomst van de auto na Tweede Wereldoorlog daalde het marktaandeel van de NMBS fors,  en drong een herstructurering zich op. Het plan werd ingevoerd in juni 1984 onder de voogdij van toenmalig minister van Verkeerswezen Herman De Croo.
Enerzijds werd een volledig nieuwe dienstregeling ingevoerd waarbij treinen in drie categorieën werden ingedeeld.
De IC-treinen stoppen enkel in de grote steden, IR-treinen stopten ook in kleinere steden. Daarnaast waren er ook L-treinen die de kleinste stopplaatsen aandeden. Deze treinen zouden klokvast op vooraf bepaalde trajecten gaan rijden en zouden elke keer in dezelfde stations stoppen.
Anderzijds werden bij de invoering van het plan meer dan 200 stations van de NMBS gesloten en enkele spoorlijnen opgedoekt. Deze stopplaatsen en spoorlijnen werden als niet rendabel beschouwd. Het openhouden van al deze stopplaatsen voor een beperkt aantal reizigers was te duur en zou een vlotte doorstroming van de snellere IC-treinen hinderen.